# 香港駐三藩市經濟貿易辦事處

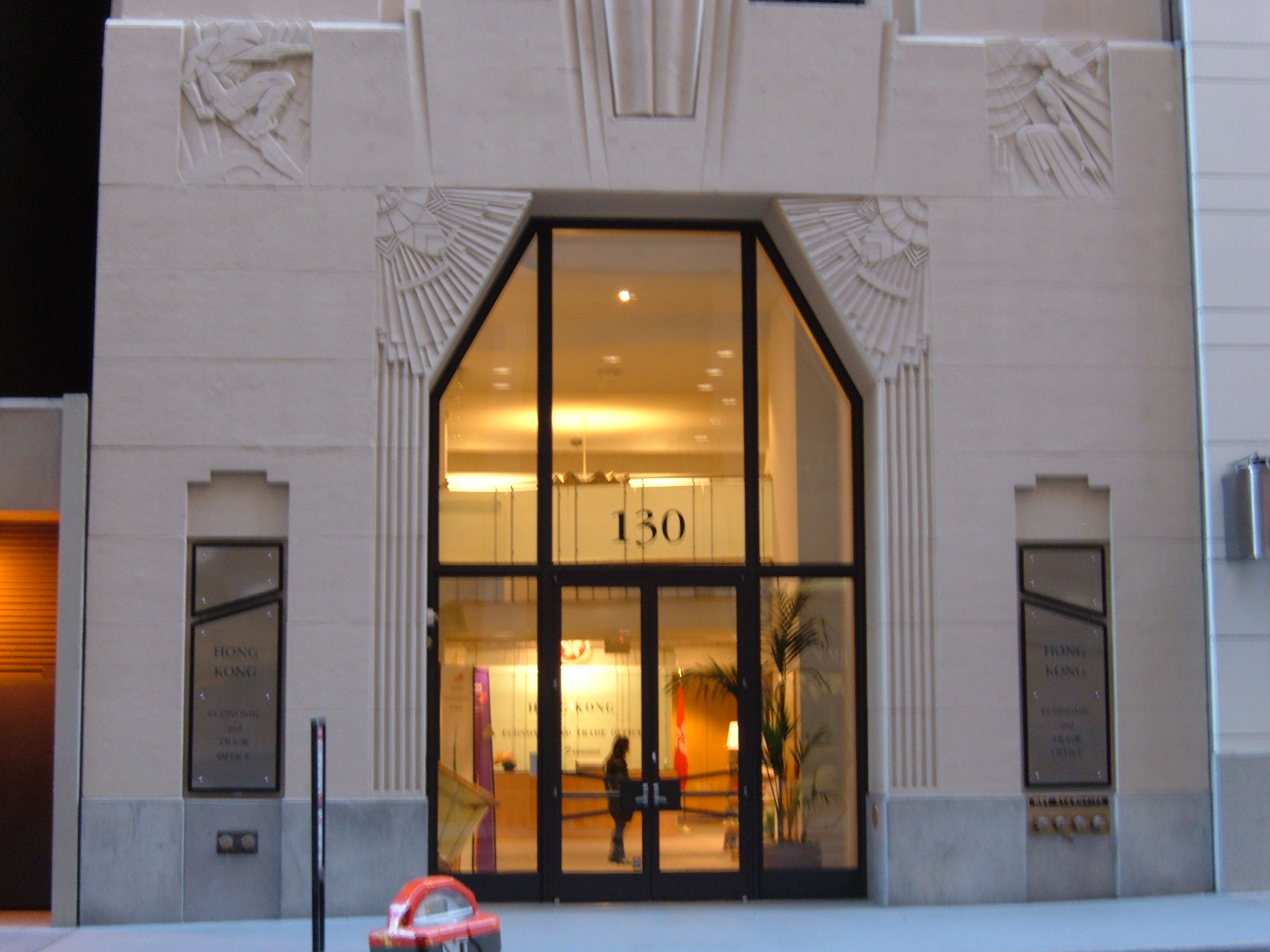
香港駐三藩市經濟貿易辦事處

香港駐三藩市經濟貿易辦事處（英語：Hong Kong Economic and Trade Office (San Francisco)），簡稱香港駐三藩市經貿辦，駐三藩市經貿辦或駐三藩市辦，中華人民共和國香港特別行政區政府在美國加利福尼亞州三藩市設立代表處。 
它是香港特別行政區政府在美國設立的三個代表處之一，成立於1986年，管轄美國西部19個州份。辦事處位於舊金山蒙哥馬利街130號。
辦事處促進與香港的雙邊貿易和投資，向商界和促進機構通報香港的重要發展。它亦會在有關國家的組織舉辦官方訪問，研討會和聯絡活動，並作為支持上述國家投資者在香港和中國大陸尋找商機的樞紐。 辦事處推動美國與香港在經貿、投資、旅遊、文化交流等各領域的相互合作。 它還幫助美國企業在香港投資和開展業務。美國其他地區由香港駐紐約經濟貿易辦事處和香港駐華盛頓經濟貿易辦事處管轄。

## 管轄地區
| - 阿拉斯加州 - 亞利桑那州 - 加利福尼亞州 - 科羅拉多州 - 夏威夷州 - 愛達荷州 - 堪薩斯州 - 俄克拉荷馬州 - 俄勒岡州 - 蒙大拿州 | - 內布拉斯加州 - 內華達州 - 新墨西哥州 - 北達科他州 - 南達科他州 - 德克薩斯州 - 猶他州 - 華盛頓州 - 懷俄明州 |

## 處長列表
1. 陳鎮源 (任期：1994年至1997年)[3]
2. 李友石 (任期：1997年至2000年)[4]
3. 唐海怡 (任期：2000年至2005年)[5]
4. 張美珠 (任期：2005年至2009年)[6]
5. 梁永恩 (任期：2009年至2013年)[7]
6. 周舜宜 (任期：2013年至2016年)[8]
7. 蔣志豪 (任期：2016年至2020年)[9]
8. 曾舜雯 (任期：2020年至2024年)[10][11]
9. 張岱楨 (任期：2025年4月至今)

## 外部連結
- 香港駐三藩市經濟貿易辦事處 （页面存档备份，存于） （英文）
- Hong Kong Meets America的Facebook專頁 （页面存档备份，存于）
- Hong Kong Meets America的Instagram帳戶 （页面存档备份，存于）